# Kiki Smith

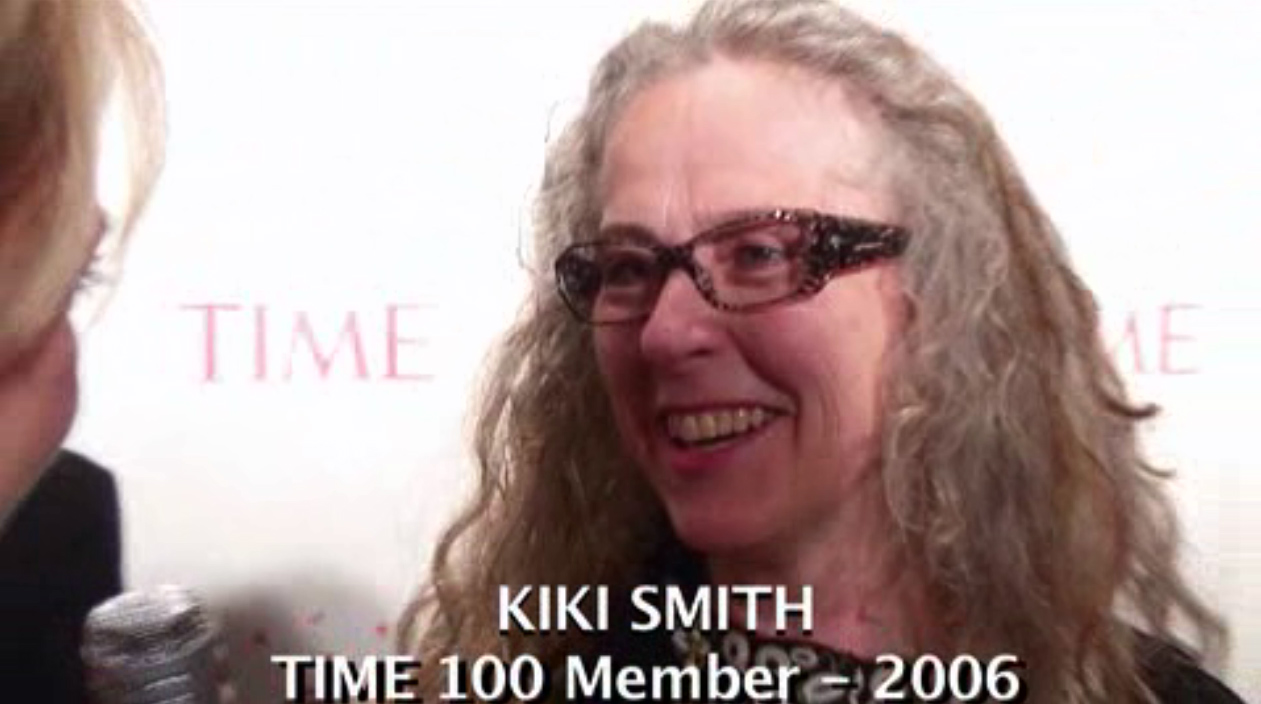
Kiki Smith

Kiki Smith (Nuremberg, 18 de gener de 1954) és una artista alemanya, relacionada amb el moviment del feminisme i l'art corporal.
Nascuda a Nuremberg, Alemanya, en bona part autodidacta, ingressa a l'Escola d'Art de Hartford, on s'està durant poc temps, abans de traslladar-se a Nova York on actualment viu i treballa.
La seva obra està impregnada de significat polític, fent servir les representacions tradicionals de dones eròtiques d'artistes masculins, i exposant sovint els sistemes interns biològics de les dones com una metàfora dels problemes socials ocults. La seva obra també reflexiona sobre temes com el naixement i la regeneració.